# Улица Куконковых
У́лица Куко́нковых — улица города Иваново. Находится в Ленинском районе, большей частью в местечке Балашовка. Начинается от Варгинского оврага на 4-й Газетной улице и идёт в юго-восточном направлении до улицы Любимова. Является продолжением улицы Постышева. В свою очередь её продолжением является Кохомское шоссе. Пересекается с улицами: 4-я Газетная, Колесанова, 2-я Варгинская, 4-я Южная, Шустовой, 5-я Южная, 1-я Полянская, 2-я Полянская, 6-я Южная, 7-я Южная, Генерала Хлебникова, Панина, Проездная, Бульварная, Павла Большевикова, Любимова, проспектами: Строителей, Текстильщиков, переулками: Овражный, 2-й Овражный, 3-й Овражный, Флотский, Милиции, Меланжистов.

## Этимология
Образована в 1927 году. Названа в честь братьев Куконковых: Василия Григорьевича (1885—1918) и Гавриила Григорьевича (1886—1919) — большевиков-подпольщиков, членов боевой дружины Иваново-Вознесенской организации РСДРП, которые проживали на этой улице в доме № 11. На одном из домов улицы установлена мемориальная доска в их честь.

## Архитектура
В начале улицы среди старых деревянных домов Боголюбовской слободы возвышается здание Государственного архива Ивановской области (Куконковых, № 1), который переехал сюда в 1990 году. Ранее архив размещался в двух церковных зданиях. Основная же застройка улицы Куконковых сложилась в 1960-х годах. Завершается улица комплексом зданий Камвольного комбината (Куконковых, № 141), введённого в строй в 1963 году, с 2003 года предприятие не работает. С 2009 года в корпусах бывшего комбината размещается торгово-развлекательный центр ТМ «Евролэнд».
На улице располагаются:
- ТЦ «9 квадратов»[6] (бывшее административное здание Камвольного комбината)
- ТЦ «ЕВРОЛЭНД» (бывшая промзона Камвольного комбината)
- Парк аттракционов, филиал парка «Харинка»
- ТЦ «Планета»
- Диспетчерская троллейбусного депо

## Транспорт
Улица является важной транзитной магистралью, связывающий Иваново с Кохмой, Шуей и далее Нижним Новгородом.
- Троллейбусы: 2, 3, 4, 6 (до г. Кохма), 8.[7]
- Маршрутное такси: 2, 31, 35, 37, 39, 131

## Галерея
- Ивановский государственный архив